# Hypena tylistalis
Hypena tylistalis là một loài bướm đêm trong họ Erebidae.